# Rallye d'Allemagne 2011
Le Rallye d'Allemagne 2011 est le 9e rallye du Championnat du monde des rallyes 2011.

## Déroulement
Lors de la première journée disputée le 19 août 2011, Jari-Matti Latvala prend le meilleur départ avec sa Ford Fiesta et s'installe d'entrée aux commandes du rallye. Dès la spéciale suivante, Sébastien Ogier prend la tête du classement. La troisième spéciale est remportée par Sébastien Loeb qui mène ensuite au classement. Loeb conserve sa place de leader au terme de la première journée avec deux victoires de plus lors des épreuves chronométrées. Il devance Ogier de 07 s 4. Mikko Hirvonen est troisième à près d'une minute 20 secondes de Loeb. L'écart étant fait avec les pilotes Ford et Mini, la direction de l'équipe Citroën décide de figer le classement de leurs deux pilotes.

## Résultats

### Classement final
| Rang              | Pilote                    | Copilote          | Ordre de départ (numéro) | Voiture                    | Écurie                    | Temps             | Écart             | Points            |
| Toutes catégories | Toutes catégories         | Toutes catégories | Toutes catégories        | Toutes catégories          | Toutes catégories         | Toutes catégories | Toutes catégories | Toutes catégories |
| ----------------- | ------------------------- | ----------------- | ------------------------ | -------------------------- | ------------------------- | ----------------- | ----------------- | ----------------- |
| 1.                | Sébastien Ogier           | Julien Ingrassia  | 3 (2)                    | Citroën DS3 WRC            | Citroën Total WRT         | 3 h 32 min 15 s 9 | -                 | 25 + 2 = 27       |
| 2.                | Sébastien Loeb            | Daniel Elena      | 1 (1)                    | Citroën DS3 WRC            | Citroën Total WRT         | 3 h 32 min 55 s 7 | 39 s 8            | 18 + 3 = 21       |
| 3.                | Dani Sordo                | Carlos del Barrio | 10 (37)                  | Mini John Cooper Works WRC | Mini WRT                  | 3 h 34 min 11 s 5 | 1 min 55 s 6      | 15                |
| 4.                | Mikko Hirvonen            | Jarmo Lehtinen    | 2 (3)                    | Ford Fiesta RS WRC         | Ford Abu Dhabi WRT        | 3 h 34 min 59 s 6 | 2 min 43 s 7      | 12                |
| 5.                | Petter Solberg            | Chris Patterson   | 5 (11)                   | Citroën DS3 WRC            | Petter Solberg WRT        | 3 h 36 min 03 s 9 | 3 min 48 s 0      | 10 + 1 = 11       |
| 6.                | Kimi Räikkönen            | Kaj Lindström     | 9 (8)                    | Citroën DS3 WRC            | Ice 1 Racing              | 3 h 39 min 40 s 5 | 7 min 24 s 6      | 8                 |
| 7.                | Henning Solberg           | Ilka Minor        | 8 (15)                   | Ford Fiesta RS WRC         | M-Sport Stobart Ford WRT  | 3 h 40 min 01 s 8 | 7 min 45 s 9      | 6                 |
| 8.                | Armindo Araújo            | Miguel Ramalho    | 14 (52)                  | Mini John Cooper Works WRC | Motorsport Italia         | 3 h 41 min 45 s 7 | 9 min 29 s 8      | 4                 |
| 9.                | Peter van Merksteijn, Jr. | Erwin Mombaerts   | 17(14)                   | Citroën DS3 WRC            | Van Merksteijn Motorsport | 3 h 42 min 17 s 5 | 10 min 01 s 6     | 2                 |
| 10.               | Dennis Kuipers (en)       | Frédéric Miclotte | 11 (9)                   | Ford Fiesta RS WRC         | Ferm Powertools WRT       | 3 h 42 min 24 s 9 | 10 min 9 s 0      | 1                 |
| SWRC              |                           |                   |                          |                            |                           |                   |                   |                   |
| 1. (12)           | Ott Tänak                 | Kuldar Sikk       | 27 (22)                  | Ford Fiesta S2000          | Ott Tänak                 | 3 h 46 min 04 s 8 | -                 | 25                |

* : points attribués dans la spéciale télévisée

### Spéciales chronométrées
| Étape       | Spéciale | Heure   | Nom                      | Distance | Vainqueur          | Temps         | Leader             |
| ----------- | -------- | ------- | ------------------------ | -------- | ------------------ | ------------- | ------------------ |
| 1 (19 août) | SS1      | 10 h 13 | Ruwertal/Fell 1          | 24,18 km | Jari-Matti Latvala | 13 min 57 s 4 | Jari-Matti Latvala |
| 1 (19 août) | SS2      | 11 h 26 | Grafschaft Veldenz 1     | 22,47 km | Sébastien Ogier    | 13 min 18 s 9 | Sébastien Ogier    |
| 1 (19 août) | SS3      | 12 h 14 | Moselland 1              | 19,92 km | Sébastien Loeb     | 12 min 15 s 1 | Sébastien Loeb     |
| 1 (19 août) | SS4      | 15 h 07 | Ruwertal/Fell 2          | 24,18 km | Sébastien Ogier    | 13 min 50 s 3 | Sébastien Loeb     |
| 1 (19 août) | SS5      | 16 h 20 | Grafschaft Veldenz 2     | 22,47 km | Sébastien Loeb     | 12 min 51 s 5 | Sébastien Loeb     |
| 1 (19 août) | SS6      | 17 h 08 | Moselland 2              | 19,92 km | Sébastien Loeb     | 12 min 01 s 9 | Sébastien Loeb     |
| 2 (20 août) | SS7      | 08 h 18 | Hermeskeil/Gusenburg 1   | 11,37 km | Jari-Matti Latvala | 6 min 12 s 9  | Sébastien Loeb     |
| 2 (20 août) | SS8      | 09 h 31 | Bosenberg 1              | 14,29 km | Sébastien Ogier    | 8 min 25 s 5  | Sébastien Loeb     |
| 2 (20 août) | SS9      | 10 h 29 | Birkenfelder Land 1      | 15,23 km | Sébastien Loeb     | 8 min 35 s 5  | Sébastien Loeb     |
| 2 (20 août) | SS10     | 11 h 07 | Arena Panzerplatte 1     | 34,18 km | Sébastien Ogier    | 19 min 55 s 3 | Sébastien Loeb     |
| 2 (20 août) | SS11     | 15 h 18 | Hermeskeil/Gusenburg 2   | 11,37 km | Sébastien Ogier    | 6 min 09 s 1  | Sébastien Loeb     |
| 2 (20 août) | SS12     | 16 h 31 | Bosenberg 2              | 14,29 km | Sébastien Loeb     | 8 min 23 s 8  | Sébastien Loeb     |
| 2 (20 août) | SS13     | 17 h 29 | Birkenfelder Land 2      | 15,23 km | Sébastien Loeb     | 8 min 36 s 5  | Sébastien Loeb     |
| 2 (20 août) | SS14     | 18 h 07 | Arena Panzerplatte 2     | 34,18 km | Sébastien Ogier    | 19 min 49 s 2 | Sébastien Ogier    |
| 3 (21 août) | SS15     | 08 h 13 | Dhrontal 1               | 20,85 km | Mikko Hirvonen     | 12 min 17 s 2 | Sébastien Ogier    |
| 3 (21 août) | SS16     | 08 h 56 | Moselwein 1              | 15,12 km | Jari-Matti Latvala | 9 min 16 s 5  | Sébastien Ogier    |
| 3 (21 août) | SS17     | 11 h 29 | Dhrontal 2               | 20,85 km | Sébastien Loeb     | 12 min 32 s 1 | Sébastien Ogier    |
| 3 (21 août) | SS18     | 12 h 12 | Moselwein 2              | 15,12 km | Sébastien Loeb     | 9 min 31 s 4  | Sébastien Ogier    |
| 3 (21 août) | SS19     | 14 h 11 | SSS Circus Maximus Trier | 4,37 km  | Sébastien Loeb     | 3 min 17 s 4  | Sébastien Ogier    |

## Classements au championnat après l'épreuve

### Classement des pilotes
Selon le système de points en vigueur, les 10 premiers équipages remportent des points, 25 points pour le premier, puis 18, 15, 12, 10, 8, 6, 4, 2 et 1.
| Rang | Pilote               | Rallyes | Rallyes | Rallyes | Rallyes | Rallyes | Rallyes | Rallyes | Rallyes | Rallyes | Rallyes | Rallyes | Rallyes | Rallyes | Total points |
| Rang | Pilote               | SUE     | MEX     | POR     | JOR     | ITA     | ARG     | GRE     | FIN     | GER     | AUS     | FRA     | ESP     | GBR     | Total points |
| ---- | -------------------- | ------- | ------- | ------- | ------- | ------- | ------- | ------- | ------- | ------- | ------- | ------- | ------- | ------- | ------------ |
| 1er  | Sébastien Loeb       | 102     | 272     | 213     | 161     | 261     | 261     | 202     | 25      | 213     | -       | -       | -       | -       | 192          |
| 2e   | Sébastien Ogier      | 153     | Ab.     | 261     | 283     | 12      | 15      | 283     | 161     | 272     | -       | -       | -       | -       | 167          |
| 3e   | Mikko Hirvonen       | 25      | 213     | 12      | 142     | 213     | 202     | 161     | 153     | 12      | -       | -       | -       | -       | 156          |
| 4e   | Jari-Matti Latvala   | 161     | 15      | 172     | 18      | 2       | 6       | 2       | 202     | 0       | -       | -       | -       | -       | 96           |
| 5e   | Petter Solberg       | 10      | 131     | 8       | Ab.     | 15      | 153     | 12      | 10      | 111     | -       | -       | -       | -       | 94           |
| 6e   | Mads Østberg         | 18      | 10      | 0       | 0       | 10      | 10      | 0       | -       | 0       | -       | -       | -       | -       | 56           |
| 7e   | Matthew Wilson       | 2       | Ab.     | 10      | 10      | 2       | 4       | 8       | 4       | 0       | -       | -       | -       | -       | 40           |
| 8e   | Kimi Räikkönen       | 4       | -       | 6       | 8       | -       | -       | 6       | 2       | 8       | -       | -       | -       | -       | 34           |
| 9e   | Henning Solberg      | Ab.     | 8       | 2       | 0       | Ab.     | -       | 10      | 6       | 6       | -       | -       | -       | -       | 32           |
| 10e  | Dani Sordo           | -       | -       | -       | -       | 8       | -       | -       | Ab.     | 15      | -       | -       | -       | -       | 23           |
| 11e  | Federico Villagra    | -       | 2       | 4       | 6       | 0       | 8       | Ab.     | -       | -       | -       | -       | -       | -       | 20           |
| 12e  | Juho Hänninen        | -       | 4       | -       | -       | 4       | -       | 4       | 1       | 0       | -       | -       | -       | -       | 13           |
| 13e  | Martin Prokop        | 0       | 6       | -       | -       | 1       | -       | 0       | 0       | 0       | -       | -       | -       | -       | 7            |
| 13e  | Ott Tänak            | -       | 1       | -       | -       | 6       | -       | Ab.     | 0       | 0       | -       | -       | -       | -       | 7            |
| 15e  | Per-Gunnar Andersson | 6       | -       | -       | -       | 0       | -       | -       | 0       | -       | -       | -       | -       | -       | 6            |
| 16e  | Khalid Al Qassimi    | 1       | -       | 0       | 4       | 0       | -       | -       | 0       | -       | -       | -       | -       | -       | 5            |
| 16e  | Dennis Kuipers (en)  | 0       | Ab.     | 1       | 2       | Ab.     | -       | 1       | 0       | 1       | -       | -       | -       | -       | 5            |
| 18e  | Armindo Araujo       | -       | -       | -       | -       | -       | -       | -       | -       | 4       | -       | -       | -       | -       | 4            |
| 19e  | Peter Van Merksteijn | -       | -       | -       | -       | -       | -       | -       | -       | 2       | -       | -       | -       | -       | 2            |
| 19e  | Hayden Paddon        | -       | -       | 0       | -       | -       | 2       | -       | 0       | -       | -       | -       | -       | -       | 2            |
| 21e  | Bernardo Sousa (en)  | -       | -       | Ab.     | 1       | Ab.     | -       | 0       | 0       | 0       | -       | -       | -       | -       | 1            |
| 21e  | Patrick Flodin       | Dq.     | -       | 0       | -       | 0       | 1       | -       | 0       | 0       | -       | -       | -       | -       | 1            |

| Couleur | Résultat                                                         |
| ------- | ---------------------------------------------------------------- |
| Or      | Vainqueur                                                        |
| Argent  | 2e place                                                         |
| Bronze  | 3e place                                                         |
| Vert    | Classé, dans les points                                          |
| Bleu    | Classé, hors des points Non classé (Nc.)                         |
| Mauve   | Abandon (Ab.) Retrait (Re.)                                      |
| Noir    | Disqualifié (Dq.)                                                |
| Blanc   | N'a pas pris le départ (Np.) Forfait (Forf.) Épreuve annulée (A) |
| Aucune  | N'a pas participé (-)                                            |

3, 2, 1 : y compris les 3, 2 et 1 points attribués aux trois premiers de la spéciale télévisée (power stage).

### Classement des constructeurs
| Rang | Équipe                         | Rallyes | Rallyes | Rallyes | Rallyes | Rallyes | Rallyes | Rallyes | Rallyes | Rallyes | Rallyes | Rallyes | Rallyes | Rallyes | Total points |
| Rang | Équipe                         | SUE     | MEX     | POR     | JOR     | ITA     | ARG     | GRE     | FIN     | GER     | AUS     | FRA     | ESP     | GBR     | Total points |
| ---- | ------------------------------ | ------- | ------- | ------- | ------- | ------- | ------- | ------- | ------- | ------- | ------- | ------- | ------- | ------- | ------------ |
| 1er  | Citroën Total WRT              | 22      | 25      | 43      | 40      | 37      | 40      | 43      | 40      | 43      | -       | -       | -       | -       | 333          |
| 2e   | Ford Abu Dhabi WRT             | 40      | 33      | 27      | 30      | 20      | 24      | 21      | 30      | 17      | -       | -       | -       | -       | 242          |
| 3e   | M-Sport Stobart Ford WRT       | 18      | 18      | 4       | 3       | 18      | 14      | 12      | 14      | 4       | -       | -       | -       | -       | 105          |
| 4e   | Petter Solberg WRT             | -       | 12      | 10      | 0       | 15      | 12      | 12      | 10      | 12      | -       | -       | -       | -       | 83           |
| 5e   | Ice 1 Racing                   | 8       | -       | 8       | 10      | -       | -       | 8       | 4       | 10      | -       | -       | -       | -       | 48           |
| 6e   | Munchi's Ford WRT              | -       | 6       | 6       | 8       | 4       | 8       | -       | -       | -       | -       | -       | -       | -       | 32           |
| 7e   | FERM Power Tools WRT           | 4       | 0       | 2       | 4       | 0       | -       | 4       | 2       | 6       | -       | -       | -       | -       | 22           |
| 8e   | Team Abu Dhabi                 | 6       | -       | 1       | 6       | 6       | -       | -       | 1       | -       | -       | -       | -       | -       | 20           |
| 9e   | Monster WRT                    | 2       | 4       | 0       | -       | -       | 2       | -       | -       | 1       | -       | -       | -       | -       | 9            |
| 10e  | Van Merksteijn Motorsport (en) | -       | -       | -       | -       | -       | -       | -       | -       | 8       | -       | -       | -       | -       | 8            |
| 11e  | Brazil WRT                     | -       | -       | 0       | 0       | 1       | 0       | 0       | 0       | -       | -       | -       | -       | -       | 1            |